# Valentin Ivanov (árbitro)
Valentin Valentinovich Ivanov (Валентин Валентинович Иванов) (Moscovo, 4 de julho de 1961) é um ex-árbitro de futebol russo.

## Biografia
Ivanov é um árbitro internacional desde 1 de janeiro de 1997. Seu primeiro jogo como um árbitro do quadro da FIFA foi Luxemburgo-Polônia em 1999. Ele já apitou a Eurocopa de 2004 e a Copa das Confederações de 2003, e foi um dos 23 árbitros escalados para apitar a Copa do Mundo de 2006.[carece de fontes?]
Foi bastante contestado na mesma, nomeadamente pelo presidente da FIFA Joseph Blatter, pela sua actuação no Portugal - Holanda dos oitavos de final da Copa do Mundo de 2006, em que mostrou 16 cartões amarelos e 4 vermelhos. O jogo fica na história por bater o recorde de cartões mostrados num jogo da Copa do Mundo[carece de fontes?]
Ivanov tem formação de professor e vive em Moscovo. É filho do ex-jogador da Seleção Soviética de Futebol, também chamado Valentin Ivanov, presente nas Copas de 1958 e 1962 e medalha de ouro nas Olimpíadas de 1956.[carece de fontes?]